# Golden Valley (Minnesota)
Golden Valley és una població dels Estats Units a l'estat de Minnesota. Segons el cens del 2000 tenia 20.281 habitants.

## Demografia
Segons el cens del 2000, Golden Valley tenia 20.281 habitants, 8.449 habitatges, i 5.508 famílies. La densitat de població era de 765,4 habitants per km².
Dels 8.449 habitatges en un 26,5% hi vivien nens de menys de 18 anys, en un 55,5% hi vivien parelles casades, en un 7,5% dones solteres, i en un 34,8% no eren unitats familiars. En el 27,6% dels habitatges hi vivien persones soles el 12,1% de les quals corresponia a persones de 65 anys o més que vivien soles. El nombre mitjà de persones vivint en cada habitatge era de 2,31 i el nombre mitjà de persones que vivien en cada família era de 2,84.
Per edats la població es repartia de la següent manera: un 20,6% tenia menys de 18 anys, un 5% entre 18 i 24, un 28,2% entre 25 i 44, un 26,5% de 45 a 60 i un 19,6% 65 anys o més.
L'edat mediana era de 43 anys. Per cada 100 dones de 18 o més anys hi havia 89,9 homes.
La renda mediana per habitatge era de 62.063 $ i la renda mediana per família de 75.899 $. Els homes tenien una renda mediana de 49.890 $ mentre que les dones 35.967 $. La renda per capita de la població era de 34.094 $. Entorn del 0,8% de les famílies i el 3% de la població estaven per davall del llindar de pobresa.

## Poblacions més properes
El següent diagrama mostra les poblacions més properes.